# 가브리엘 1세 드 몽고메리 백작

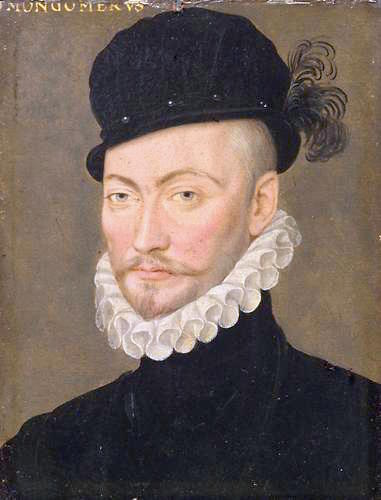
가브리엘 1세 드 몽고메리 백작

가브리엘 1세 드 몽고메리 백작(프랑스어: Gabriel Ier, comte de Montgommery, 1530년 5월 5일 ~ 1574년 6월 26일)은 프랑스의 귀족이다. 프랑스 국왕 앙리 2세의 스코트인 근위대장이었다. 마상창시합에서 사고로 자기 주군 앙리 2세를 죽인 것으로 유명하다. 그 뒤 위그노로 개종했다가 잉글랜드 왕국으로 도주, 얼마 뒤 귀국해 위그노 전쟁에 참여했다가 잡혀 참수되었다.